# باريس تورز 1938
باريس تورز 1938 هو سباق دراجات هوائية، وهو الموسم رقم 33 من باريس تورز، وأقيم في 1938.
فاز بالمركز الأول جول روسي، وبالمركز الثاني Albertin Disseaux ‏، وبالمركز الثالث بول مايي.

## الفائزون
| الترتيب | الفائز             |
| ------- | ------------------ |
| الفائز  | جول روسي           |
| الثاني  | Albertin Disseaux ‏ |
| الثالث  | بول مايي           |